# Chiusino

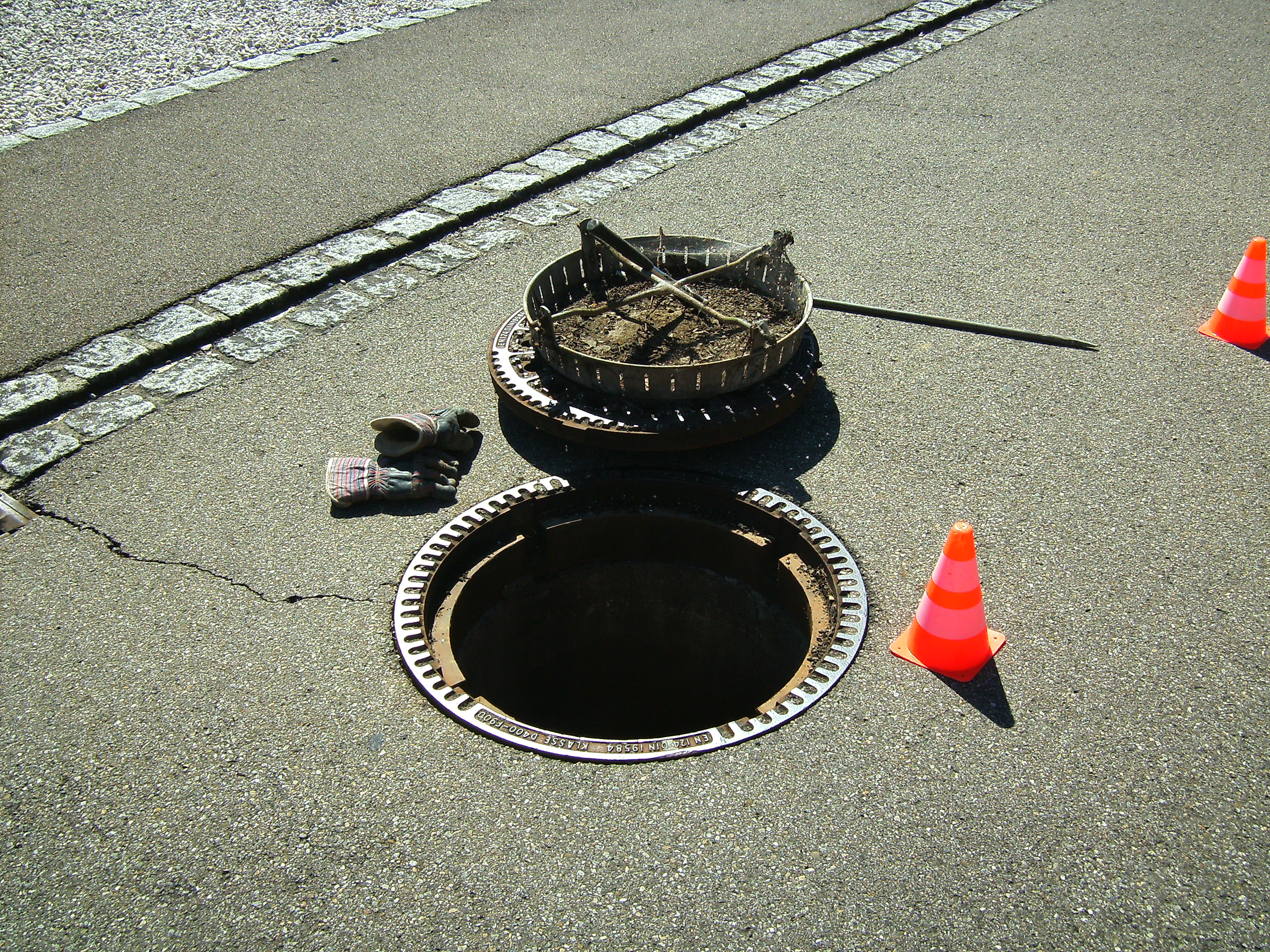
Chiusino di una fognatura aperto

Il chiusino (popolarmente, ma impropriamente noto come tombino) è il coperchio, comunemente di forma circolare, quadrata o rettangolare, dei pozzetti di acquedotti o fognature (nere e bianche) nonché dei pozzetti a servizio delle linee elettriche e telefoniche. Sono realizzati in diversi materiali come acciaio, ghisa lamellare e ghisa sferoidale; anticamente veniva utilizzata anche la pietra.

## Normativa di riferimento
In Italia chiusini sono regolamentati dalla norma UNI EN 124:1995 "Dispositivi di coronamento e di chiusura per zone di circolazione utilizzate da pedoni e da veicoli. Principi di costruzione, prove di tipo, marcatura, controllo di qualità".

### Materiali
La UNI EN 124 stabilisce che i materiali da utilizzare per la fabbricazione dei dispositivi di chiusura e di coronamento possono essere i seguenti: 
- ghisa a grafite lamellare;
- ghisa a grafite sferoidale;
- getti di acciaio;
- acciaio laminato;
- uno dei suddetti materiali in abbinamento con calcestruzzo;
- calcestruzzo armato (escluso il calcestruzzo non armato).

### Classi di utilizzo

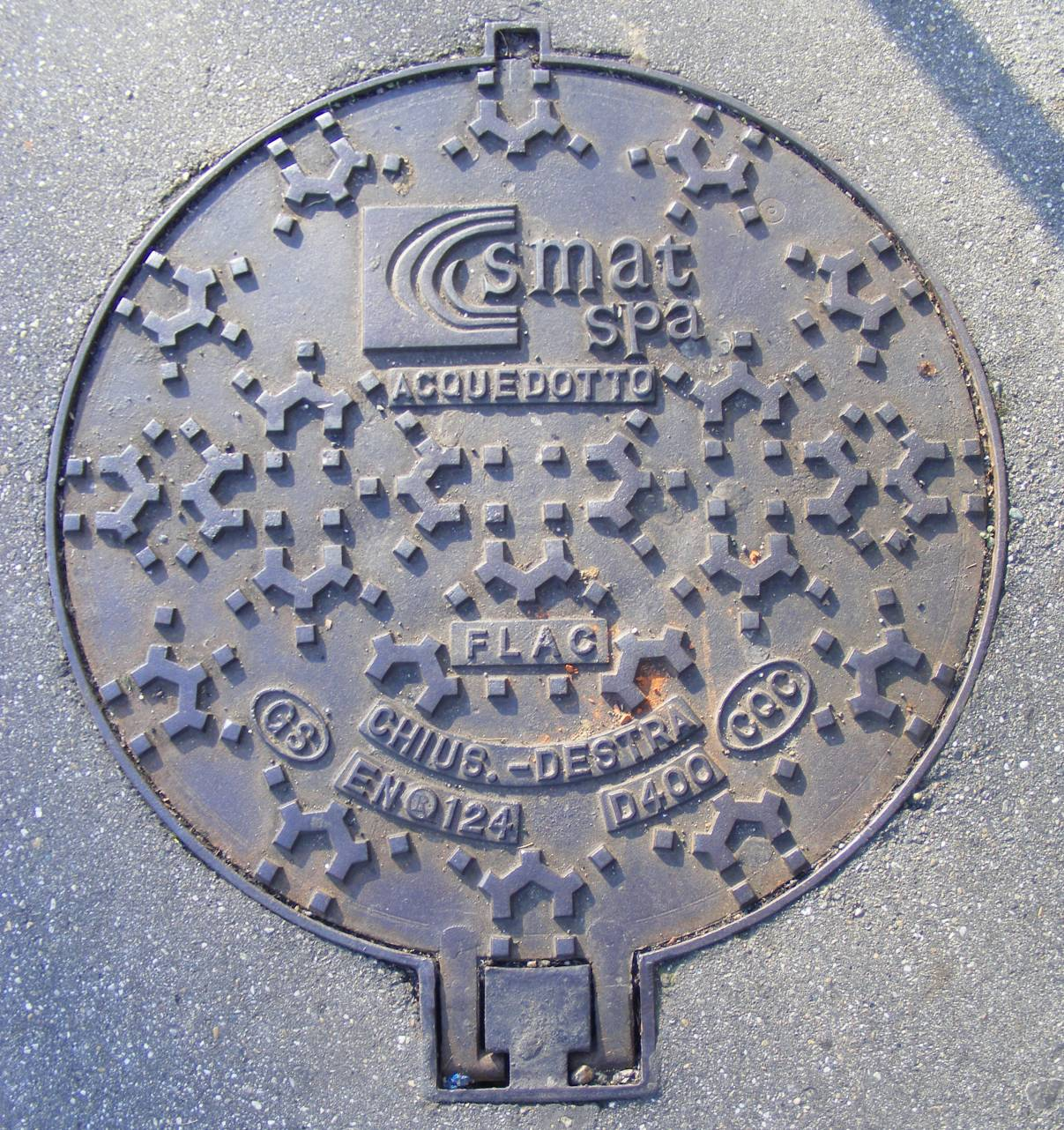
Chiusino di un acquedotto a Torino

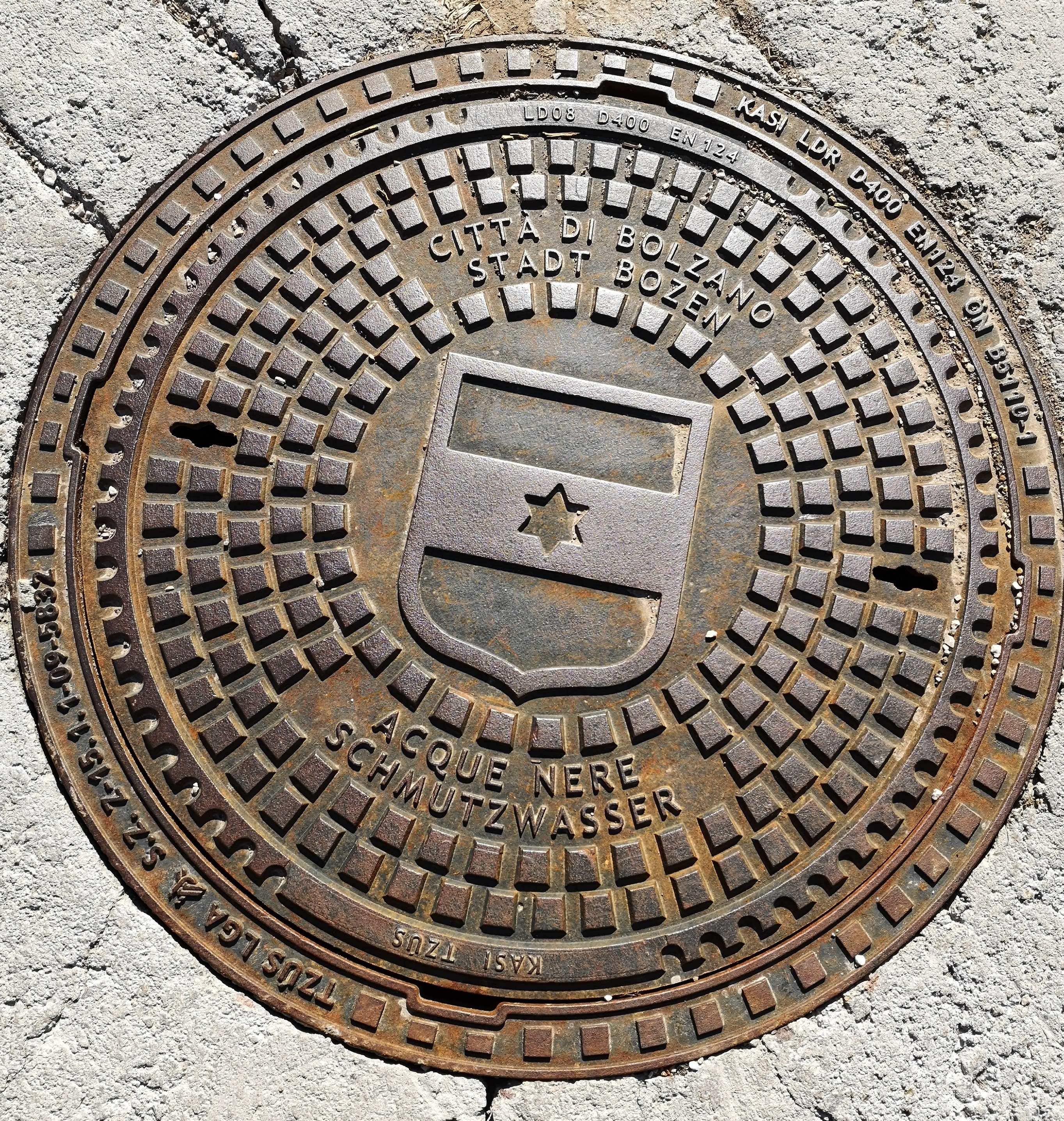
Chiusino delle acque nere a Bolzano

La UNI EN 124, a seconda della zona d'impiego, suddivide i chiusini nelle seguenti classi: 
- A15: Zone esclusivamente pedonali e ciclistiche - superfici paragonabili quali spazi verdi (carico di rottura >15 kN);
- B125: Marciapiedi - zone pedonali aperte occasionalmente al traffico - aree di parcheggio e parcheggi a più piani per autoveicoli (carico di rottura >125 kN);
- C250: Cunette ai bordi delle strade che si estendono al massimo fino a 0,5 m sulle corsie di circolazione e fino a 0,2 m sui marciapiedi - banchine stradali e parcheggi per autoveicoli pesanti (carico di rottura >250 kN);
- D400: Vie di circolazione (strade provinciali e statali) - aree di parcheggio per tutti i tipi di veicoli (carico di rottura >400 kN);
- E600: Aree speciali per carichi particolarmente elevati quali porti ed aeroporti (carico di rottura >600 kN);
- F900: Aree soggette a carichi per asse particolarmente elevati, per esempio pavimentazioni di aeroporti (carico di rottura >900 kN).

### Marcatura
La UNI EN 124 stabilisce che tutti i chiusini debbano essere commercializzati con una marcatura indicante:
- La normativa di riferimento (UNI EN 124);
- La classe corrispondente;
- Nome del fabbricante;
- Marchio di un ente di certificazione indipendente ed internazionalmente riconosciuto.

inoltre è possibile indicare:
- Indicazioni aggiuntive riguardo al contenuto del pozzetto (ad esempio: fognatura, acquedotto) e/o all'Ente proprietario;
- Indicazioni aggiuntive sul prodotto (ad esempio: nome, numero di catalogo).

## Forma
L'utilizzo di chiusini aventi forma rettangolare semplicemente appoggiati nella loro sede è stato abbandonato in quanto durante la fasi di apertura si correva il rischio che il chiusino cadesse (se disposto lungo la diagonale) nel pozzetto. Al loro posto sono stati introdotti i chiusini rettangolari di tipo moderno i quali sono incernierati ai lati in modo da impedirne la caduta.

## Manutenzione e livellatura
Il chiusino in sé non richiede particolari cure, ma dato che generalmente è posto sul manto stradale, ogni volta che quest'ultimo viene revisionato possono insorgere problemi al chiusino, il quale può essere coperto, o non più livellato.
Questi inconvenienti possono portare ad un difficile utilizzo del chiusino da parte degli operatori o un rischio per gli utenti della strada, in quest'ultimo caso l'eventuale dislivello del chiusino e relativa pericolosità devono essere segnalate affinché venga nuovamente livellato al manto stradale.